# Août 1913

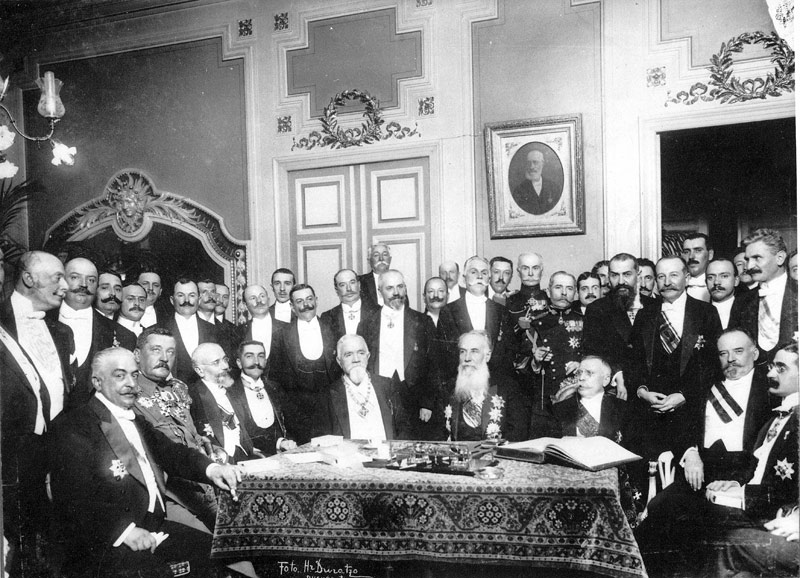
Participants au traité de paix de Bucarest.

## Événements
- 7 août, France : la loi Barthou fixe la durée du service militaire à 3 années puis 11 ans dans la réserve, 7 ans dans la territoriale et 7 ans dans la réserve de la territoriale.
- 10 août : Traité de paix de Bucarest qui consacre la défaite de la Bulgarie dans la deuxième guerre balkanique. La Grèce et la Serbie se partagent la majeure partie de la Macédoine. La Roumanie reçoit la Dobroudja méridionale. La Bulgarie acquiert la Thrace occidentale et le nord-est de la Macédoine. La Grèce acquiert la Crète et les îles de la mer Égée. Création de la Principauté d’Albanie.
- 19 août : le Français Adolphe Pégoud saute en parachute d'un avion dont il était le seul occupant.
- 20 août : le Russe Piotr Nesterov exécute sur un « Nieuport » le premier looping.
- 24 août : course aérienne Paris-Deauville.
- 24 - 31 aout : le 9e congrès mondial d’espéranto a lieu à Berne.
- 27 août : Yuan Shikai occupe Nankin. Sun Yat-sen doit fuir au Japon.
- 29 août : gouvernement de centre gauche de Pieter Cort van der Linden aux Pays-Bas (fin en 1918).

## Naissances
- 1er août : Hiromichi Shinohara, as du Service aérien de l'Armée impériale japonaise († 27 août 1939).
- 10 août : Kazim Kazimzade, peintre azerbaïdjanais († 4 octobre 1992).
- 12 août : Narciso Jubany Arnau, cardinal espagnol, archevêque de Barcelone († 26 décembre 1996).
- 13 août : Makários III, archevêque orthodoxe, premier président de la république de Chypre († 3 août 1977).
- 15 août : Nguyễn Hữu Đang, journaliste et poète vietnamien († 8 février 2007).
- 17 août : W. Mark Felt, dit Gorge profonde, n°2 du FBI, à l'origine du scandale du Watergate († 18 décembre 2008).
- 25 août : Don DeFore, acteur américain († 22 décembre 1993).
- 26 aout : Boris Pahor, écrivain slovène († 30 mai 2022).
- 28 août : Robertson William Davies, écrivain, journaliste, professeur canadien († 2 décembre 1995).

## Décès
- 7 août : Samuel Franklin Cody.
- 22 août : John Lawrence, homme politique britannique (° 1er octobre 1846).